# Dennis Ritchie
Dennis MacAlistair Ritchie (9. září 1941 Bronxville, New York, USA – 12. října 2011 Berkeley Heights, New Jersey) byl americký programátor, tvůrce programovacího jazyka C a spolutvůrce operačního systému UNIX.
Vystudoval fyziku a aplikovanou matematiku na Harvardově univerzitě. V roce 1967 nastoupil do zaměstnání v počítačovém výzkumném středisku Bell Labs, pracoval jako ředitel oddělení výzkumu systémového software u společnosti Lucent Technologies.
Na začátku 70. let 20. století navrhl programovací jazyk C, roku 1978 vytvořil spolu s Brianem Kernighanem základní referenční příručku o tomto jazyce, The C Programming Language, Ritchie je tedy písmeno R ve známé zkratce K&R, kterou se tehdejší standard tohoto jazyka označoval.
V roce 1983 byl spolu s Kenem Thompsonem oceněn Turingovou cenou „za rozvoj obecné teorie operačních systémů a zvláště za implementaci operačního systému UNIX“. V roce 1999 jim Bill Clinton udělil Národní vyznamenání za techniku.